# Екатерина II (броненосец)
Барбетный броненосец «Екатерина II» — первый в серии из четырёх кораблей этого типа. Другие броненосцы типа «Екатерина II» — «Чесма», «Синоп» и «Георгий Победоносец». Служил на Черноморском флоте.

## Предыстория
1880-е годы стали периодом возрождения русского флота, и российские кораблестроители внимательно присматривались ко всем зарубежным новшествам, пытаясь (и не без успеха) перенять положительные черты любой идеи.
Когда в 1882 году встал вопрос о постройке первого эскадренного броненосца для Чёрного моря, в качестве его прототипа рассматривались и британский «Аякс», и французский «Кайман» и российский «Пётр Великий», но в итоге получился совершенно оригинальный проект высокобортного корабля с треугольным расположением шести 12-дюймовых орудий в спаренных барбетных установках.

## Конструкция
В принятом варианте размещения артиллерии был существенный недостаток: практически в любом секторе обстрела могли вести огонь только две установки (впрочем, на это можно смотреть и как на достоинство). Из-за недостаточной прочности палубы стрельба прямо по курсу была осложнена, так как наносила урон самому кораблю.

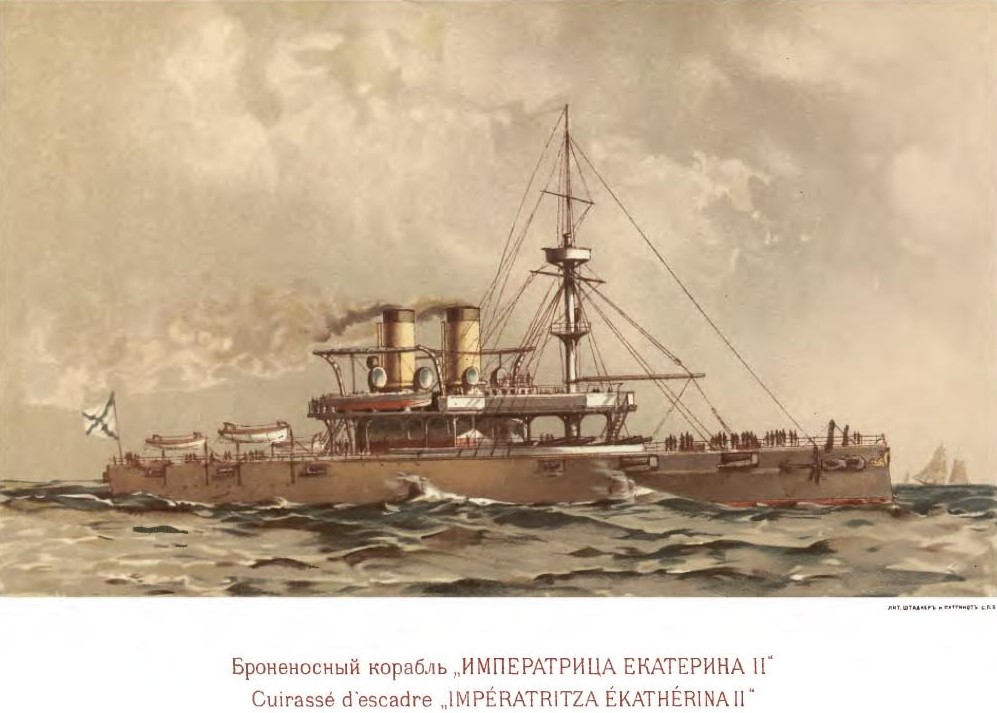
Броненосный корабль "Императрица Екатерина II", рис. 1893 г.

Артиллерия усилилась не только количественно, но и качественно: 305-мм пушки с длиной ствола в 30 калибров могли пробивать значительно более толстую броню, чем 20-калиберные орудия «Петра Великого». Уже в ходе постройки Морской Технический комитет решил вместо предполагавшейся первоначально цитадельной схемы бронирования, оставлявшей незащищённой почти 2/3 корабля, применить полный пояс по всей длине ватерлинии. К недостаткам можно отнести лишь установку вспомогательной 152-мм артиллерии в небронированной батарее на носу и корме, но подобная схема применялась в то время на броненосцах всего мира. Необходимость защиты средней артиллерии была осознана только после появления скорострельных пушек калибра 120—152 мм.
Интересен факт предполагаемого усиления артиллерии корабля согласно проекту лейтенанта Л. А. Рассказова, который в начале февраля 1883 года подал И. А. Шестакову свои соображения об увеличении числа 305-мм орудий до восьми. По мнению Л. А. Рассказова, для увеличения «боевой силы» корабля на 25 % необходимо было заменить треугольный каземат длиной 39,5 м по ДП на прямоугольный длиной 32 м, в углах которого располагались орудийные столы, причём выигрыш в весе брони и подкладки (196,5 т) компенсировался весом орудий со станками (184 т). Корабль с такой артиллерией, по мнению автора, был бы достойным соперником сильнейших тогда «Инфлексибла» и «Дуилио» и превосходил бы вдвое по мощи залпа такой броненосец, как «Девастейшен». Проект рассмотрели в МТК и ввиду невозможности размещения внутри прямоугольного каземата уменьшенного размера труб, мостков, вентиляционных раструбов, отклонили.

## Строительство
По единому проекту с небольшими промежутками во времени заложили сразу 4 корабля. Главные различия между ними состояли как раз в устройстве барбетных установок. На «Екатерине II» орудия выдвигались над кромкой брони только на момент наведения и выстрела. На «Чесме» и «Синопе» выдвижение пушек уже не предусматривалось, но сами установки оставались открытыми, а на «Георгии Победоносце» применили башенноподобное прикрытие с наклонной лобовой плитой, хотя толщина его оставалась незначительной и предохраняла только от осколков, пуль и мелких снарядов.
B 1897 году началась замена котлов на более современные водотрубные системы Бельвиля «образца 1896 года», а также модернизация машин, на трёх первых кораблях серии. Используя замену котлов, вице-адмирал Н. В. Копытов представил в МТК соображения о перевооружении «Екатерины II». Согласно проекту, на всех трёх кораблях считалось целесообразным установить шесть 305-мм орудий длиной сорок калибров, девять 152-мм орудий длиной сорок пять калибров, а также уничтожить бортовые выступы и на батарейной палубе установить шесть, а на мостике четыре 47-мм одноствольные пушки, что заметно бы увеличило боевые возможности броненосцев. Новые 305-мм орудия были на 36 % мощнее аналогичных орудий «Чесмы» и на 63 % — «Екатерины II» и пробивали 305-мм плиту крупповской брони с расстояния одной мили (1852 м). Их скорострельность при установке в башнях с электрической системой подачи и наведения превышала бы старые в три раза.
Несоизмеримым было и фугасное воздействие 152-мм снарядов пушек Канэ, которое превышало фугасное воздействие старых 152-мм снарядов в 6,5 раз. При перевооружении кораблей МТК предлагал не менять систему бронирования, а ограничиться заменой старых сталежелезных плит верхнего и нижнего казематов на новые крупповские, толщиной в 75 % от толщины старой плиты. Замена брони уменьшала перегрузку на «Чесме» и «Екатерине II» на 308 т, на «Синопе» — на 128 т. Соответственно уменьшалась и осадка: от 7,6 см на «Синопе» до 13 см на «Чесме». Однако, в связи с неспособностью промышленности произвести достаточное количество 12" стволов и современных бронеплит, модернизацию вооружения перенесли на более поздний срок. В 1899 году вопрос опять был поднят, так как: «Все они, благодаря быстрому развитию техники, менее чем за десять лет устарели и являются теперь более чем слабыми по сравнению с новыми броненосцами». Предлагалась значительная модернизация, вплоть до изменения корпусов и установки двух двухорудийных 40-калиберных башен вместо трёх двухорудийных барбетных установок. Однако общая модернизация была оценена в 8 миллионов рублей, так что было решено — это слишком большая цена за работу над старыми кораблями. В последний раз о модернизации серии вспомнили в 1908 году и только относительно «Георгия Победоносца» и «Синопа» (по причине уже вывода из состава флота остальных кораблей). На этот раз в качестве альтернативы уже рассматривались 52-калиберные орудия калибра 305 мм и 120 мм Канэ. Однако и на этот раз решили сэкономить (поскольку план предусматривал модернизацию всех устаревших кораблей флота, стоимость оценивалась в 30 миллионов рублей — немыслимую по тем временам сумму). Причём в данном случае решение было скорее всего оправдано, так как корабли уже окончательно устарели.

## Служба
Броненосец «Екатерина II» служил на Черноморском Флоте. В 1907 году устаревший броненосец был исключён из списков флота, а в 1908 году превращён в мишень для торпедных стрельб. Разобран на металл в 1914 году в Николаеве.

## Известные командиры
- 10.02.1886 — 01.01.1891 — капитан 1-го ранга Кологерас, Леонид Константинович
- хх.хх.1891 — хх.хх.1894 — капитан 1-го ранга Реунов, Михаил Алексеевич
- хх.12.1894 — хх.хх.1896 — капитан 1-го ранга Безуар, Виктор Александрович
- хх.хх.хххх — 13.12.1899 — капитан 1-го ранга Падалка, Владимир Петрович
- 13.12.1899 — 26.01.1904 — капитан 1-го ранга Ушаков, Николай Александрович
- 26.01.1904 — 02.01.1906 — капитан 1-го ранга Дриженко, Александр Кириллович
- 02.01.1906 — хх.11.1907 — капитан 1-го ранга Беляев, Григорий Павлович